# NGC 1969
NGC 1969 是剑鱼座的一個疏散星团，是大麦哲伦星云的一部分。它于1826年9月24日由天文學家詹姆士·敦洛普发现。它的角分为0.8。